# Marteria
Marteria (ur. 4 grudnia 1982 w Rostocku; prawdziwe nazwisko Marten Laciny) – niemiecki raper, znany również pod pseudonimem Marsimoto. Jego pseudonim sceniczny wywodzi się od pierwszych liter jego imienia, a także od „Materia”, łacińskiego słowa oznaczającego substancję lub materię.

## Życie
Marten Laciny jest najmłodszym dzieckiem nauczycielki i marynarza. Dorastał ze starszym od niego o osiem lat bratem i siostrą, starszą o cztery lata, z samotnie wychowującą swoje dzieci matką w dzielnicy Rostocku Groß Klein. Utalentowany piłkarz był kapitanem wszystkich młodzieżowych drużyn klubu F.C. Hansa Rostock, z którym do dziś utrzymuje bliskie stosunki. Jako prawy obrońca był stałym członkiem drużyny i występował w drużynach narodowych Niemiec U-15, U-16 i U-17.
Kiedy w 1999 roku został odkryty przez modelscout’a podczas swojej podróży do Nowego Jorku, zaczął pracować jako model na całym świecie. Podczas swojej pierwszej sesji zdjęciowej pracował jako męski model dla Claudii Schiffer, potem dla firm Diesel i Hugo Boss. Wkrótce potem porzucił karierę piłkarską na rzecz modelingu w Stanach Zjednoczonych. Jednak w 2003 roku zakończył pracę jako model i wrócił do Niemiec, aby od tego czasu rozpocząć karierę jako raper.
W 2003 roku przeprowadził się do Berlin-Friedrichshain, a potem do Berlin-Kreuzberg. Odbył staż aktorski w szkole teatralnej Reduta-Berlin. Laciny jest ojcem dziecka, chłopca (* 2007), któremu poświęcona jest zarówno piosenka” Louis” z albumu „For Happiness in the Future”, jak i „Equal to Louis” z albumu „For Happiness in the Future II”. 20 lutego 2015 ożenił się z działającą w branży muzycznej Jadu Freydank. Rozstali się ponownie w 2019 roku. Wcześniej spotykał się też z Corą Schumacher.
29 marca 2015 Marteria trafił do szpitala. Tuż przed tym zdarzeniem grał w piłkę nożną na meczu charytatywnym dla Hansy Rostock i nie pił nic od dwóch godzin. Groziła mu ostra niewydolność nerek. Po udanej dializie wycofał się początkowo z życia publicznego. Opuścił Berlin i wrócił na wybrzeże Bałtyku, skąd pochodził. Według jego własnych oświadczeń incydent ten zmienił jego życie. Między innymi zrezygnował ze spożywania alkoholu i narkotyków. Zamiast tego w wolnym czasie wybiera się na ryby. Wskutek oskarżenia złożonego przez organizację ochrony praw zwierząt PETA w lecie 2017 r. w związku z praktyką tzw. łapania i wypuszczania ryb, nagranej na filmie na YouTube, Marteria przyjął w lutym 2018 r. grzywnę w wysokości 5000 euro za okrucieństwo wobec zwierząt.

## Kariera muzyczna
W wieku 16 lat Marteria wydał swoją pierwszą publikację na albumie Maximum jako członek hip-hopowej grupy Underdog Cru w wytwórni P.O.sin-music. W wieku 18 lat podpisał swój pierwszy solowy kontrakt z wytwórnią SPV Punchline. Dostarczył tam swój debiutancki album, który nigdy nie został wydany z powodu bankructwa wytwórni.
W 2002 roku wyruszył w europejską trasę koncertową z Mark B & Blade (Anglia), Delinquent Habits i Flowmarkt z Hanoweru w ramach Underdog Cru. Od 2001 do 2003 był częścią Underdog Cru life na scenie największego festiwalu hip-hopu i reggae w Europie splash!.
Jego pierwszy utwór Halloziehnation, wyprodukowany przez Dead Rabbit, został doceniony przez prasę i oceniony na 4,5 z 6 koron przez modny magazyn Juice. Jego drugi album Base Ventura również otrzymał taką samą ocenę. Te dwa albumy wydał w wytwórni Magnum12, w której to położył podwaliny pod swoją karierę. Późną jesienią 2007 roku podpisał kontrakt z wydawnictwem muzycznym Nesola. W grudniu 2007 roku towarzyszył Janowi Delayowi pod drugim pseudonimem Marsimoto jako we wstępnym programie tournee. Wiosną 2008 roku podpisał kontrakt z wytwórnią Four Music, z którą od tego czasu wydaje swoje płyty.
W lutym 2009 wziął udział w Federalnym Konkursie Piosenki Wizja 2009 dla kraju związkowego Meklemburgia-Pomorze Przednie z utworem „Zum König geboren” („Urodzony, by być królem”) i zajął dwunaste miejsce. W sierpniu 2010 roku ukazał się album „Zum Glück in die Zukunft” („Do szczęścia w przyszłość”), w którym oprócz Yashy wzięli udział także Miss Platnum i Jan Delay, Casper i Peter Fox. Na gali Echo Awards 2011 Marteria wystąpił pod tytułem „Niemand. Was wir nicht tun” („Nikt. Czego to my nie robimy”) razem z Joy Denalane, Maxem Herre i Klausem Doldingerem.
Marteria był zaangażowany w 2012 roku jako współautor różnych utworów muzycznych na albumie Ballast der Republik zespołu punk-rockowego Die Toten Hosen. W tym samym roku wraz z Yashą i Miss Platnum rozpoczął projekt Lila Wolken („Purpurowe Chmury”). 14 września 2012 roku ukazał się EP(Extended Play) pod tym tytułem z pięcioma utworami, tytułowa piosenka od razu znalazła się na pierwszym miejscu niemieckich list przebojów.
31 stycznia 2014 roku ukazał się album „Zum Glück in die Zukunft II”, który osiągnął pierwsze miejsce na niemieckich listach albumów/płyt i otrzymał platynę. W grudniu 2013 ukazały się z niej trzy single: Bengal Tiger, Kids (2 Finger an den Kopf) i OMG!. Pod koniec stycznia 2014 Marteria opublikował w ośmiu lokalizacjach w Niemczech zdjęcia, filmy i historie z trzytygodniowej podróży międzykontynentalnej pod tytułem „Weltreise mit Marteria”, która to podróż prowadziła go wraz z fotografem Paul Ripke między innymi z Europy przez Amerykę Południową i Alaskę do Azji. Zakończenie trasy promocyjnej odbyło się zgodnie z planem/tematem podróży w wielkim planetarium Zeiss w Berlinie.
Na dziesiątym Konkursie Piosenki Bundeswizji w dniu 20 września 2014 Marteria wystąpił z lokalnym hymnem swojego miasta „Mein Rostock” i zajął czwarte miejsce. W czerwcu 2015 roku zagrał koncert Open-Air przed 20 000 widzami w swoim rodzinnym Rostocku.
Marteria wziął udział w niemieckiej wersji piosenki charytatywnej Do They Know It’s Christmas zespołu Band Aid, która swoją światową premierę świętowała 21 listopada 2014 roku. W maju 2017 ponownie pojawił się jako współautor różnych utworów muzycznych na płycie „Laune der Natur” zespołu Die Toten Hosen
26 maja 2017 roku ukazał się jego siódmy solowy album Roswell, który osiągnął drugie miejsce na niemieckich listach przebojów. 7 czerwca 2017 roku ukazał się film, ściśle związany z albumem, zatytułowany Antimarteria.
Na Kosmonaut Festival 2018 Marteria i Casper zapowiedzieli wspólny album zatytułowany „1982”, który ukazał się 31 sierpnia 2018 r., 31 maja 2019 Materia i Casper rozpoczęli wspólną trasę koncertową zatytułowaną „Champions Sounds Open Air” w Expo Plaza w Hanowerze podczas której występowali na różnych festiwalach i koncertach plenerowych latem 2019 roku.
1 września 2018 Marteria wystąpił przed 32 000 widzów na Ostseestadion w Rostocku. Oprócz Caspra gościli tam Arnim Teutoburg-Weiß, Miss Platnum i Feine Sahne Fischfilet. Koncert był pierwszym solowym koncertem niemieckiego rapera, który odbył się na stadionie. W ten sposób Marteria spełnił swoje „marzenie z dzieciństwa”. Dwa dni później Marteria był jednym z artystów, którzy pojawili się w ramach kampanii #wirsindmehr po ksenofobicznych zamieszkach w Chemnitz przed 65 tys. gości na niebiletowanym koncercie przeciwko prawicowemu ekstremizmowi.
Studyjny album 5th Dimension ukazał się 15 października 2021 roku.

## Marsimoto
Oprócz pseudonimu Marteria znany jest również pod pseudonimem Marsimoto. Nazwa Marsimoto powstała jako hołd złożony alter ego Quasimoto amerykańskiego rapera Madliba. Obaj wyróżniają się specyficznym głosem. Pomysł Marterii, by stworzyć Marsimoto jako alter ego, zrodził się podczas zabawy z efektami dźwiękowymi jego sprzętu do nagrywania muzyki. Ze względu na pozytywne opinie słuchaczy, Marteria zdecydował się wydać album jako Marsimoto.
Marteria wydał jako Marsimoto swoje solowe albumy Halloziehnation (2006), To Two Alone (2008), Green Velvet (2012), Ring der Nebelungen (2015) i Verde (2018). Pod imieniem Marsimoto zrobił także feature z Sido i Genetikk do singla Masquerade.

## Dyskografia
Albumy studyjne
| Rok  | Tytuł                       | Miejsce na liście przebojów | Miejsce na liście przebojów | Miejsce na liście przebojów | Uwagi                                                   |
| Rok  | Tytuł                       | DE                          | AT                          | CH                          | Uwagi                                                   |
| ---- | --------------------------- | --------------------------- | --------------------------- | --------------------------- | ------------------------------------------------------- |
| 2006 | Halloziehnation             | 73 (1 tydz.)                | –                           | –                           | Publikacja utworu: 7 lipca 2006 jako Marsimoto          |
| 2007 | Base Ventura                | –                           | –                           | –                           | Publikacja utworu: 28 września 2007                     |
| 2008 | Zu zweit allein             | 84 (1 tydz.)                | –                           | –                           | Publikacja utworu: 17 października 2008 jako Marsimoto  |
| 2010 | Zum Glück in die Zukunft    | 7 (13 tydz.)                | 35 (1 tydz.)                | 67 (1 tydz.)                | Publikacja utworu: 20 sierpnia 2010 sprzedaż: + 100.000 |
| 2012 | Grüner Samt                 | 3 (4 tyg.)                  | 25 (1 tyg.)                 | 13 (2 tyg.)                 | Publikacja utworu: 13 stycznia 2012 jako Marsimoto      |
| 2014 | Zum Glück in die Zukunft II | 1 (37 tyg.)                 | 2 (12 tyg.)                 | 3 (12 tyg.)                 | Publikacja utworu: 31 stycznia 2014 sprzedaż: + 200.000 |
| 2015 | Ring der Nebelungen         | 3 (10 tyg.)                 | 4 (5 tyg.)                  | 6 (6 tyg.)                  | Publikacja utworu: 13 stycznia 2015 jako Marsimoto      |
| 2017 | Roswell                     | 2 (30 tyg.)                 | 2 (7 tyg.)                  | 4 (10 tyg.)                 | Publikacja utworu: 26 maja 2017 sprzedaż: + 100.000     |
| 2018 | Verde                       | 3 (5 tyg.)                  | 7 (2 tyg.)                  | 17 (2 tyg.)                 | Publikacja utworu: 27 kwietnia 2018 jako Marsimoto      |
| 2021 | 5. Dimension                | 4 (… tyg.)                  | 6 (… tyg.)                  | 7 (… tyg.)                  | Publikacja utworu: 15 października 2021                 |

## Wyróżnienia
1 Life Krone 2014: w kategorii Najlepszy występ na żywo
2015: w kategorii Najlepszy Artysta
2018: w kategorii Najlepszy Album (z Casperem)
2018: w kategorii Najlepszy występ hip-hopowy (z Casperem)
2019: w kategorii Najlepszy występ na żywo (z Casperem)

### Nagroda niemieckich autorów muzyki
2016: w kategorii kompozycja hip-hopowa

### Nagrody Hiphop.de
2012: Najlepszy Song National za Lila Wolken (z Yashą i Miss Platnum)
2012: Najlepszy Life Act National
2014: Najlepszy Song National za Kids (2 Finger an den Kopf)
2014: Najlepszy Life Act National

### Nagroda za kulturę pop
2016: w kategorii Ulubiony Artysta Solo

## Ciekawostki
Singiel „Verstrahlt” został wykorzystany w ścieżce dźwiękowej do gry FIFA 12.
Jako sponsor, Marteria wspiera drużynę plażowej piłki nożnej Rostocker Robben („Rostockie foki”), która została mistrzem Niemiec w latach 2013, 2014, 2015, 2017, 2018 i 2019.
Krótki epizod w ostatnim odcinku serialu telewizyjnego Der Tatortreiniger, w 13:37 minucie.